# 裕善
裕善（1976年2月11日—），韩国女演员，本名王裕善，藝名常被譯為柳善。1999年畢業於韓國藝術綜合大學表演學系，取得學士學位，2000年以电影《亮出全部本领》出道。

## 個人生活
2011年5月4日，與從事廣告娛樂事業、年長3歲的男友舉辦婚禮，兩人相識於1998年，2001年開始交往。

## 出演作品

### 電視劇
- 2002年：MBC《陽光情人夢（朝鲜语：그 햇살이 나에게）》飾 崔睿希
- 2002年：SBS《大望》飾 段紫燕
- 2004年：SBS《大小姐們（朝鲜语：작은 아씨들 (드라마)）》飾 鄭美德
- 2005年：MBC《甜蜜的間諜》飾 朴恩珠
- 2006年：SBS《獨身天下（朝鲜语：독신천하）》飾 韓英恩
- 2007年：SBS《說客》飾 柳文英／Eva（客串）
- 2007年：SBS《那可怕的女人》飾 崔詠琳
- 2008年：MBC《綜合醫院2》飾 張世珍（第3、4集客串）
- 2008年：SBS《泰勒瓦》飾 安智善
- 2009年：KBS《松藥局的兒子們》飾 金福實
- 2012年：SBS《拜託了，機長》飾 崔智媛
- 2012年：MBC《馬醫》飾 張仁珠
- 2013年：MBC《Drama Festival－在非洲生存的方法》飾 姜敏珠
- 2015年：SBS《人生追擊者李載求》飾演 宋妍熙
- 2015年：MBC《甜蜜殺氣的家族》飾演 李度卿
- 2016年：SBS《我們的甲順》飾演 申美純
- 2017年：tvN《犯罪心理》飾演 Nana 黃
- 2018年：JTBC《先熱情地打掃吧》飾演 權秘書
- 2019年：KBS《我世上最漂亮的女兒》飾 姜美善
- 2019年：SBS《VIP》飾演 李善英（特別出演）
- 2020年：TV朝鮮《復仇吧》飾演 金太雲
- 2020年：JTBC《Hush》飾演 梁允晶
- 2021年：Netflix《Move to Heaven：我是遺物整理師》飾演 姜恩靜（特別出演）
- 2022年：tvN《夏娃的醜聞》飾演 韓素拉
- 2023年：ENA《纸之月》饰演 柳秋天
- 2023年：Channel A《假面的女王》饰演 尹海美
- 2024年：Disney+《江南B-Side》饰演 申智慧（特别出演）

### 電影
- 2000年：《Mayonnaise》
- 2003年：《四人餐桌（朝鲜语：4인용 식탁）》
- 2004年：《犯罪的重構（朝鲜语：범죄의 재구성）》（客串）
- 2005年：《The Wig（朝鲜语：가발 (영화)）》
- 2007年：《恐懼黑屋（朝鲜语：검은 집 (영화)）》
- 2010年：《青苔：死亡異域》飾 李英智
- 2011年：《棒球之愛（朝鲜语：글러브 (영화)）》
- 2011年：《浪漫天堂（朝鲜语：로맨틱 헤븐）》
- 2012年：《永無結局的故事（朝鲜语：네버엔딩 스토리 (2012년 영화)）》
- 2012年：《咖啡》
- 2012年：《天倫制裁》
- 2015年：《退魔：巫女窟（朝鲜语：퇴마: 무녀굴）》
- 2015年：《喜馬拉雅》
- 2016年：《謊言西西里》飾 秀貞
- 2017年：《準備（朝鲜语：채비）》
- 2019年：《真兇（朝鲜语：진범 (영화)）》飾演 鄭多燕
- 2019年：《小委託人》飾演 智淑
- 2019年：《神之一手：鬼手篇（朝鲜语：신의 한 수: 귀수편）》飾演 洪老闆娘（特別出演）
- 2021年：《酸酸甜甜愛上你》飾演 代表CEO（特別出演）

### 话剧
- 2021年：《护齿》（마우스피스）[2]
- 2024年：《情书》饰演 梅丽莎[3]

## 綜藝
- 2015年：MBC《真正的男人》女軍特輯3